# Distrito de Kurnool
Kurnool (en telugú; కర్నూలు జిల్లా, urdu; کُرنول ضلع) es un distrito de India en el estado de Andhra Pradesh. Código ISO: IN.AP.KU. Comprende una superficie de 17 658 km². El centro administrativo es la ciudad de Kurnool.

## Demografía
El distrito de Kurnool tenía contabilizada en 1901 una población de 872 055 habitantes.
Según censo 2011 contaba con una población total de 4 046 601 habitantes.